# Bell Center
Bell Center – wieś w Stanach Zjednoczonych, w stanie Wisconsin, w hrabstwie Crawford.